# Lincoln (Nebraska)
Lincoln – miasto w środkowej części Stanów Zjednoczonych, stolica stanu Nebraska oraz hrabstwa Lancaster.
Założone pod nazwą Lancaster w 1856 roku. Od 1 marca 1867 roku stolica nowo ustanowionego stanu Nebraska (przedtem stolicą zorganizowanego Terytorium Nebraski była Omaha). Jako nowa stolica miasto otrzymało obecną nazwę, nadaną na cześć Abrahama Lincolna.
Miasto jest siedzibą diecezji katolickiej.

## Demografia
2,4% mieszkańców deklaruje polskie pochodzenie.

## Gospodarka
W mieście rozwinął się przemysł maszynowy, spożywczy, elektrotechniczny, materiałów budowlanych oraz chemiczny.

## Szkolnictwo

### Uczelnie
- University of Nebraska–Lincoln
- BryanLGH College of Health Sciences
- Nebraska Wesleyan University
- Southeast Community College
- Union College

#### Filie uczelni
- Bellevue University
- Doane College
- Kaplan University

## Prasa
- Lincoln Journal Star –  dziennik

## Coroczne wydarzenia
- Marzec: turnieje koszykówki dziewcząt i chłopców szkół średnich Nebraski
- Pierwsza niedziela maja: Lincoln Marathon
- 13 maja – 17 lipca: Wyścigi koni rasowych w Lincoln Race Course
- Początku maja - koniec października: targi farmerów w dzielnicy Haymarket.
- Początek czerwca: Lekkoatletyczne zawody stanowe "Nebraska Cornhuskers".
- W połowie lipca: Shrine Bowl zawody stanowe szkół średnich All-Star Game w piłce nożnej w Memorial Stadium.
- Wtorkowe wieczory w czerwcu: Jazz w czerwcu, plenerowy cykl koncertów letnich
- Trzeci piątek w czerwcu, lipcu i sierpniu: "Dock Stock"
- Koniec czerwca: Międzynarodowy Festiwal Aktorski organizowany przez "International Thespian Society" na University of Nebraska-Lincoln.
- Czwartkowe wieczory w lipcu: Filmy na "Zielonym", filmy wyświetlane na terenach zielonych w pobliżu Kimball Hall
- Na początku sierpnia: Lancaster County Fair
- Drugi weekend sierpnia: Capital City Ribfest
- Koniec sierpnia do końca listopada: football uczelniany "Nebraska Cornhuskers football"
- Na początku września: raid "Sports Car Club of America", puchar "Autocross"
- Koniec września i października: Lincoln Call – festiwal muzyczny
- Na początku listopada: zawody futbolowe szkół średnich w Memorial Stadium
- Pierwsza Sobota w grudniu: Star City Parade

## Linki zewnętrzne

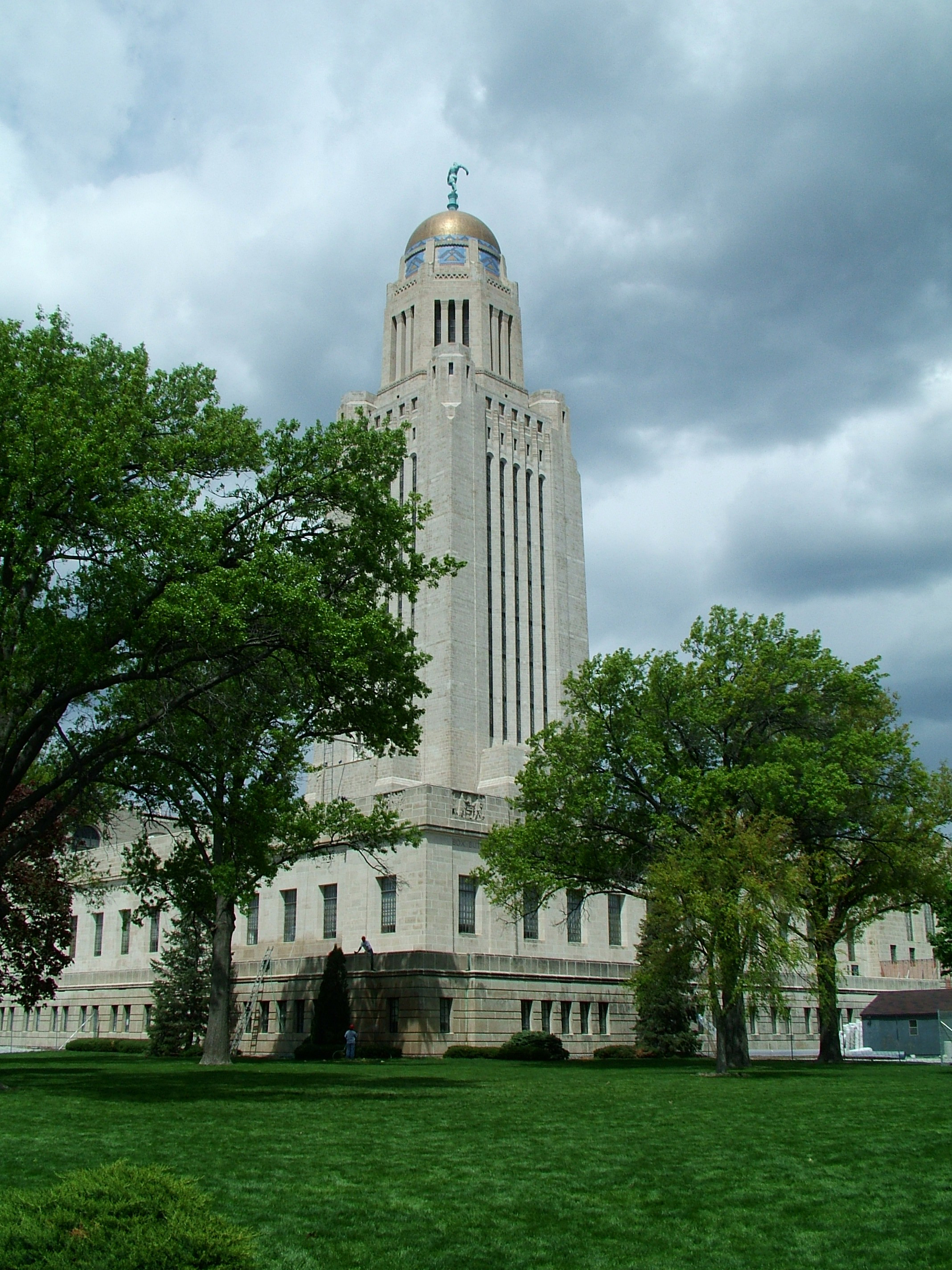
Siedziba parlamentu stanowego Nebraski w Lincoln